# Njongo Priso
Njongo Lobe Priso Doding (* 24. Dezember 1988 in Yaoundé) ist ein kamerunischer ehemaliger Fußballspieler.

## Karriere
Priso kam im Jahr 2007 nach Malta zum FC Msida Saint Joseph. In der Saison 2007/08 konnte er in 20 Spielen elf Treffer erzielen. Im Sommer 2008 nahm ihn der amtierende Meister FC Valletta unter Vertrag. Trotz 14 Toren in 24 Spielen konnte er mit seinem Team den Titel in der Spielzeit 2008/09 nicht verteidigen und wurde Vizemeister. Dies konnte er mit seiner Mannschaft in der Saison 2009/10 wiederholen. In derselben Spielzeit gewann er mit dem Sieg im Finale des maltesischen Pokals seinen ersten Titel.
Im Sommer 2010 wurde Priso für ein Jahr an den zyprischen Erstligisten AEK Larnaka ausgeliehen. Mit dem Aufsteiger erreichte er am Saisonende die Qualifikation zur Europa League. Daraufhin nahm ihn Larnaka fest unter Vertrag. Dort erreichte er in seinem Team die Gruppenphase und schied aus. In der Winterpause 2011/12 holte ihn ZSKA Sofia in die bulgarische A Grupa. Er setzte sich von Beginn an als Stammkraft auf Rechtsaußen durch. Im Verlauf der Rückrunde bestritt er abgesehen von einer Rotsperre alle Spiele für seinen neuen Klub und beendete die Spielzeit als Vizemeister hinter Ludogorez Rasgrad. Ein Jahr später erreichte er mit seinem Team den dritten Platz.
Im Sommer 2013 verließ Priso ZSKA zum amtierenden rumänischen Pokalsieger Petrolul Ploiești. Seine erste Saison für Petrolul verlief durchwachsen, er konnte seinen Platz im Team nicht dauerhaft behaupten und regelmäßig auf der Bank Platz nehmen. Die Spielzeit beendete er mit seinem neuen Klub auf dem dritten Rang und qualifizierte sich für die Europa League. Anfang 2015 verließ er Petrolul zu Győri ETO FC nach Ungarn.
Im Sommer 2015 heuerte Priso zum zweiten Mal beim FC Valletta an. In der ersten Hälfte der Saison 2015/16 erzielte er acht Tore bei 13 Einsätzen. Im Februar 2016 wechselte er zu Ligakonkurrent Sliema Wanderers. Seit August 2016 spielt er für den FC Mosta.

## Erfolge
- Maltesischer Pokalsieger: 2010